# Glyphotmethis
Glyphotmethis is een geslacht van rechtvleugeligen uit de familie Pamphagidae. De wetenschappelijke naam van dit geslacht is voor het eerst geldig gepubliceerd in 1951 door Bey-Bienko.

## Soorten
Het geslacht Glyphotmethis omvat de volgende soorten:
- Glyphotmethis adaliae Uvarov, 1928
- Glyphotmethis dimorphus Uvarov, 1934
- Glyphotmethis efe Ünal, 2007
- Glyphotmethis escherichi Krauss, 1896
- Glyphotmethis heldreichi Brunner von Wattenwyl, 1882
- Glyphotmethis holtzi Werner, 1901
- Glyphotmethis ovipennis Uvarov, 1934
- Glyphotmethis sevketi Ramme, 1951